# Décembre 1944 (guerre mondiale)
Chronologie de la Seconde Guerre mondiale
Novembre 1944 - Décembre 1944 - Janvier 1945
- 1er décembre :
  - La 9e armée américaine prend Linnich ;
  - Offensive de Patton en Sarre ;
  - Massacre de Thiaroye au Sénégal.

- 3 décembre :
  - Le 2e front ukrainien de l'armée rouge s'empare de la ville hongroise de Miskolc ;
  - Le destroyer japonais Take torpille et coule le destroyer américain USS Cooper dans la baie d'Ormoc lors de la bataille du même nom ;
  - La Home Guard britannique est dissoute.

- 4 décembre :
  - Des milliers de bombes incendiaires sont larguées par la Royal Air Force sur la vieille ville d'Heilbronn dans le Wurtemberg (sud-ouest de l'Allemagne), tuant plus de 7 000 civils (dont près de 1 000 enfants âgés de moins de 10 ans) en l'espace de quelques dizaines de minutes ;
  - Aux Pays-Bas, les autorités d'occupation allemandes réduisent la ration de pain à 907 grammes par personne et par semaine, aggravant ainsi la famine qui touche dans le pays ;
  - Le sous-marin américain USS Flasher torpille et coule le destroyer japonais Kishinami en mer de Chine méridionale au large de Palawan.

- 5 décembre :
  - Le 3e front ukrainien de l'armée rouge prend Szigetvár et Vukovar ;
  - L'U-864 quitte Kiel dans le cadre de l'opération Caesar ;
  - Remise des premières médailles pour la défense du Transarctique Soviétique, créée pour les soldats de l'armée rouge engagés en Carélie face au Reich et à la Finlande.

- 6 décembre : Le sous-marin allemand U-775 torpille et coule la frégate britannique Bullen (en) au large du cap Wrath en Écosse.

- 7 décembre : La Belgique, dont une partie est libérée renonce à sa politique de neutralité.

- 9 décembre : Le Vatican reconnait le gouvernement provisoire français.

- 10 décembre : Signature à Moscou par De Gaulle du pacte franco-soviétique.

- 13 décembre :

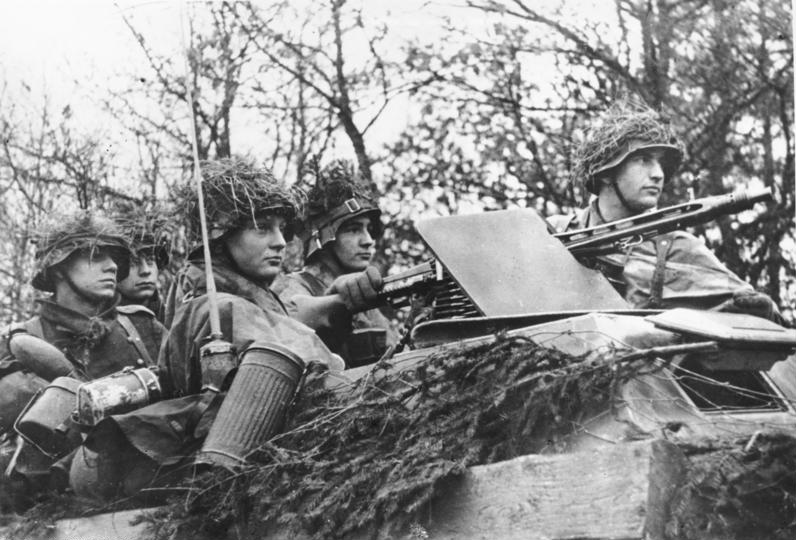
Soldats allemands jetés dans l'opération Wacht am Rhein, à bord d'un Sonderkraftfahrzeug 250 en décembre 1944. Après la saignée humaine du front de l'Est, le Reich n'a plus que des jeunes pour garnir ses troupes.

  - La bataille de Metz se solde par une victoire américaine.
  - Début de la bataille de Mindoro aux Philippines.
  - Le sous-marin allemand U-365 est coulé dans l'océan Arctique par une charge de profondeur larguée par un Sworfish de la Royal Air Force.

- 16 décembre :
  - L'Allemagne nazie lance l'opération Wacht am Rhein, une vaste contre-offensive dans la forêt des Ardennes qui se termine le 25 janvier 1945 (voir aussi Bataille de Saint-Vith) ;
  - La bataille de Mindoro se solde par une victoire américano-philippine.
  - Une fusée V2 s'écrase sur le toit du cinéma Rex d'Anvers, tuant 567 personnes, ce qui en fait le tir de missile le plus meurtrier de toute la guerre.
- 20 décembre :
  - Début du siège de Bastogne.

- 22 décembre :
  - Le Luxembourg renonce à sa politique de neutralité et institue le service militaire obligatoire ;
  - Mort de Jean Bichelonne dans la clinique SS de Hohenlychen.

- 24-25 décembre : De Gaulle inspecte le front en Alsace[1]

- 26 décembre :
  - L'Allemagne nazie et l'Italie fasciste lancent conjointement l'opération Wintergewitter visant à reprendre la Garfagnana aux Alliés ;
  - La ville de Budapest est totalement encerclée par l'Armée Rouge.

- 27 décembre : le siège de Bastogne se solde par une victoire américaine.

- 28 décembre :
  - Conférence Churchill-De Gaulle sur les opérations militaires en cours dans l'Est de la France.

- 29 décembre :
  - début du siège de Budapest.